# Девіс Епассі
Девіс Роже Епассі Мбока (фр. Devis Rogers Epassy Mboka, нар. 2 лютого 1993, Суазі-су-Монморансі) — камерунський футболіст, воротар саудівського клубу «Абха».
Виступав, зокрема, за клуби «Левадіакос» та ОФІ, а також національну збірну Камеруну.

## Клубна кар'єра
Народився 2 лютого 1993 року в місті Суазі-су-Монморансі. Вихованець юнацьких команд футбольних клубів «Ред Стар», «Париж» та «Ренн».
У дорослому футболі дебютував 2012 року виступами за команду «Ренн 2», в якій провів один сезон, взявши участь в 11 матчах чемпіонату.
Згодом з 2013 по 2017 рік грав у складі команд «Лор'ян-2», «Гіхуело», «Авранш» та «Епіналь».
Своєю грою за останню команду привернув увагу представників тренерського штабу клубу «Левадіакос», до складу якого приєднався 2017 року. Відіграв за лівадійський клуб наступні три сезони своєї ігрової кар'єри.
Протягом 2020—2021 років захищав кольори клубу «Ламія».
2021 року уклав контракт з клубом ОФІ, у складі якого провів наступний рік своєї кар'єри гравця. Більшість часу, проведеного у складі ОФІ, був основним голкіпером команди.
До складу клубу «Абха» приєднався 2022 року. Станом на 10 листопада 2022 року відіграв за саудівську команду 7 матчів в національному чемпіонаті.

## Виступи за збірну
2021 року дебютував в офіційних матчах у складі національної збірної Камеруну.
У складі збірної був учасником Кубка африканських націй 2021 року у Камеруні, на якому команда здобула бронзові нагороди, чемпіонату світу 2022 року у Катарі.
| Дата       | Місто          | Господарі   | Результат | Гості    | Турнір            | Голи | Примітки |
| ---------- | -------------- | ----------- | --------- | -------- | ----------------- | ---- | -------- |
| 8-6-2021   | Вінер-Нойштадт | Камерун     | 0 – 0     | Нігерія  | товариський матч  | -    |          |
| 3-9-2021   | Яунде          | Камерун     | 2 – 0     | Малаві   | Відбір до ЧС 2022 | -    |          |
| 6-9-2021   | Абіджан        | Кот-д'Івуар | 2 – 1     | Камерун  | Відбір до ЧС 2022 | -2   |          |
| 8-10-2021  | Яунде          | Камерун     | 3 – 1     | Мозамбік | Відбір до ЧС 2022 | -1   |          |
| 11-10-2021 | Танжер         | Мозамбік    | 0 – 1     | Камерун  | Відбір до ЧС 2022 | -    |          |
| Усього     |                | Матчів      | 5         |          | Голів             | -3   |          |